# Thời đại đồ đá mới
Thời đại đồ đá mới là sự phân chia cuối cùng của Thời đại đồ đá, với một loạt các phát triển có vẻ đã phát sinh độc lập ở một số nơi trên thế giới. Nó được nhìn thấy lần đầu tiên vào khoảng 12.000 năm trước khi những phát triển đầu tiên của nghề nông xuất hiện ở Cận Đông thời kỳ đồ đá cũ, và sau đó là ở các khu vực khác trên thế giới. Thời đại đồ đá mới kéo dài (ở phần đó của thế giới) cho đến thời kỳ chuyển tiếp của Thời đại đồ đồng đá từ khoảng 6.500 năm trước (4500 TCN), được đánh dấu bằng sự phát triển của luyện kim, dẫn đến thời đại đồ đồng và đồ sắt.
Ở những nơi khác, đồ đá mới tiếp nối Thời đại đồ đá giữa và sau đó kéo dài cho đến sau này. Ở Bắc Âu, thời kỳ đồ đá mới kéo dài đến khoảng năm 1700 trước Công Nguyên, trong khi ở Trung Quốc kéo dài đến năm 1200 trước Công nguyên. Các khu vực khác trên thế giới (bao gồm cả Châu Đại Dương và các khu vực phía bắc của Châu Mỹ) nhìn chung vẫn ở trong giai đoạn phát triển đồ đá mới cho đến khi tiếp xúc với Châu Âu.
Thời đại đồ đá mới đã giới thiệu cuộc Cách mạng đồ đá mới, bao gồm sự tiến triển của các đặc điểm và thay đổi về hành vi và văn hóa, trên hết là việc đưa vào nuôi trồng và sử dụng các động vật đã được thuần hóa.Một số nhà khảo cổ học từ lâu đã ủng hộ việc thay thế "Đồ đá mới" bằng một thuật ngữ dễ mô tả hơn, chẳng hạn như "Các cộng đồng làng sơ khai", nhưng điều này đã không được chấp nhận rộng rãi.